# Brigitte E. S. Jansen
Brigitte E. S. Jansen (* 1953 in Krefeld) ist eine deutsche Bioethikerin. Sie war Direktorin von BioethicsLaw e.V. (Deutschland) und Gastprofessorin an der Universität Madras (Law, Public Administration).

## Leben
Brigitte E.S. Jansen studierte Pädagogik, Philosophie, Psychologie und Soziologie (Niklas Luhmann) an den Universitäten von Bielefeld und Lüneburg (jetzt Leuphana Universität) und promovierte zum Dr. phil. sowie zum Dr. rer. pub. Von 1991 bis 1996 war sie Projektleiterin bei der Forschungsgruppe für kybernetische Unternehmens-Strategie (FOKUS) am Lehrstuhl für Organisation und Entscheidung (Egbert Kahle). 1996 entwickelte sie den ersten multimedia FOKUS-Arbeitsbericht.

## Wirken
Brigitte E. S. Jansen hat mit Jürgen Simon die europäische Akademie für Umwelt und Wirtschaft und 1992 das Forschungszentrum BioEthicsLaw e.V. gegründet. Seitdem hat sie viele von der EU finanzierte internationale Projekte geleitet. Von 2005 bis 2010 vertrat sie als Gastprofessorin den Bereich Bioethik an der Universität Madras in Chennai. (Der Ort Madras wurde offiziell umbenannt in Chennai). Daneben war sie Mitglied des Prüfungsausschusses der Universität Madras und der Dr. M.G.R. Medical University in Chennai sowie der Mother Theresa Women University in Kodaikanal. Darüber hinaus war sie als Gutachterin in Promotionsverfahren tätig.
Sie war europäische Mitveranstalterin des Asia/Europa Workshops „Technology and Culture: Genetics and its Social and and Ethical implications in Asia and Europe“, Bangkok March 16-18, 2007. Sie war im Forschungsprojekt „Anti-discrimination project“ Law faculty, New University of Lisbon, Portugal beteiligt.
Von 1999 bis 2006 war sie als Gutachterin für DGXII in den Bereichen „Bioethik“, „Medizinethik“ im Einsatz. Sie ist weiterhin als Gutachterin für verschiedene Journals im Bereich der Bioethik/Biorecht tätig.
Ihr Hauptforschungsinteresse konzentrierte sich auf biomedizinische Ethik, diesbezügliche Gesetzgebung und Regierungshandeln sowie auf interkulturelle Aspekte der Forschungsethik, Fragen von Gerechtigkeit und von Geschlechtsstudien. Sie ist Autorin und Herausgeberin einiger Bücher und Artikel und publiziert ausschließlich in Englisch.

## Mitgliedschaften
- FAB – International Association on Feminist Approaches to Bioethics
- International Association of Bioethics
- Asian Bioethics Association
- All India Bioethics Association
- GALA – Gender and Law Association, India
- Deutsche Gesellschaft für Arbeitsmethodik e.V. Bundesvorsitzende (seit 05.2019) und Vorsitzende der Gruppe Rastatt/Baden-Baden (seit Juli 2018)

## Veröffentlichungen (Auswahl)
- Economic implications of medical liability claims: Insurance and compensation schemes. CDCJ, Council of Europe, Strasbourg 2008.
- Les Implications economiqus des indemnitees liees a la responsibilte medical: Systeme d`assurance et dìndemnisation. CDCJ, Conseil dè L èurope, Strasbourg 2008.
- New Epidemics: A chance for Social Rights, Justice and Health? CEST – Publication, Chulalonkorn University 2006.
- The German Health Care System in Transition: Past and future. Some ethical, social and legal aspects, CEST – Publication, Chulalonkorn University 2006.
- A nova biotecnologia e a medicina atual necessitam de um tipo diferente de insumo bioetico, ou trata-se de conflito etico de interessest? in: Ed. Carlos Maria Romeo Casabona / Juliane Fernandes, Queiroz Biotecnologia e suas implicacoes etico juridicas, Belo Horizonte (2005), 3 – 12, ISBN 958-35-0457-2.
- Modern Medicine and Biotechnology: An ethical conflict of interest? In: Science and Engineering Ethics. 08/2002, S. 319–325, ISSN 1353-3452.
- Essays on Biomedical Law and Ethics. München 2008, ISBN 978-3-89975-855-9.
- mit I. Hirtzlin u. a.: An empirical survey on biobanking of human genetic material and data in six EU countries. In: European Journal of Human Genetics. Juni 2003, Volume 11, Number 6, S. 475–488, ISSN 1018-4813.
- mit A. Cambon-Thomsen u. a.: An empiric survey on biobanking of human genetic material and data in six EU countries. In: Bartha Maria Knoppers (Hrsg.): Populations and Genetics. Legal and Socio-Ethical Perspectives. Leiden/Boston 2003, ISBN 90-04-13678-9, S. 141–167.
- Human biobanks – trustees and some aspects of the current discussion, especially in Germany. In: Darryl Macer (Hrsg.): Asia-Pacific Perspectives on Biotechnology and Bioethics. UNESCO Bangkok, Bangkok 2008, ISBN 978-92-9223-220-7.
- Biobanking and genetic testing. In: Ante Gosic, Nada Gosic, Luka Tomasevic (Hrsg.): Od nove medicinske etike do integrativne bioetike, PoseveCeno Ivanu Segoti povodom 70. Zagreb 2009, ISBN 978-953-6576-37-1, S. 97–108.
- Science, law making procedure, language and legal informatics. In: Amedeo Santosuosso u. a. (Hrsg.): Le Scienze Biomediche e il diritto. Biomedical Sciences and the Law. Pavia 2010, ISBN 978-88-7164-324-3.
- Human biobanks : selected examples from and beyond Europe. In: Soraj Hongladarom (Hrsg.): Genomics and bioethics : interdisciplinary perspectives, technologies, and advancements. 2011, ISBN 978-1-61692-883-4.

## Periodika
Xenotransplantation
- Volume 1, Saarbrücken 2008, ISBN 978-3-639-05801-7.
- Volume 2, München 2008, ISBN 978-3-89975-863-4.
- Volume 3, München 2008, ISBN 978-3-89975-864-1.
- Volume 4, München 2008, ISBN 978-3-89975-868-9.
- Volume 5; München 2010, ISBN 978-3-89975-387-5.

Law, Public Health Care System and Society
- Volume 1: München 2010, ISBN 978-3-89975-423-0.
- Volume 2: München 2010, ISBN 978-3-89975-388-2.
- Volume 3, München 2010, ISBN 978-3-89975-441-4.
- Volume 4, München 2010, ISBN 978-3-86306-643-7.